# Albania (La Guajira)
Albania – miasto w Kolumbii, w departamencie La Guajira.